# Roscoea debilis
Roscoea debilis är en enhjärtbladig växtart som beskrevs av François Gagnepain. Roscoea debilis ingår i släktet Roscoea och familjen Zingiberaceae.

## Underarter
Arten delas in i följande underarter:
- R. d. limprichtii
- R. d. debilis